# Supercoppa italiana 2016
La Supercoppa italiana 2016, denominata Supercoppa TIM per ragioni di sponsorizzazione, è stata la 29ª edizione della competizione disputata il 23 dicembre 2016 allo stadio Jassim bin Hamad a Doha, in Qatar. La sfida è stata disputata tra la Juventus, vincitrice della Serie A 2015-2016 e detentrice della Coppa Italia 2015-2016, e il Milan, qualificato come finalista della coppa nazionale.
A conquistare il trofeo sono stati i rossoneri che si sono imposti sui bianconeri 4-3 ai tiri di rigore, dopo l'1-1 dei tempi regolamentari e supplementari, diventando inoltre la prima squadra a trionfare nella competizione partecipando come finalista perdente di Coppa Italia.

## Partecipanti
| Squadre  | Qualificazione                                                   | Partecipazioni precedenti (il grassetto indica la vittoria)           |
| -------- | ---------------------------------------------------------------- | --------------------------------------------------------------------- |
| Juventus | Vincitore della Serie A 2015-2016 e della Coppa Italia 2015-2016 | 11 (1990, 1995, 1997, 1998, 2002, 2003, 2005, 2012, 2013, 2014, 2015) |
| Milan    | Finalista perdente della Coppa Italia 2015-2016                  | 9 (1988, 1992, 1993, 1994, 1996, 1999, 2003, 2004, 2011)              |

## Antefatti
Fu la 29ª edizione della Supercoppa italiana. Per la seconda volta il trofeo fu assegnato a dicembre e per la nona volta si giocò fuori dai confini nazionali. Era infatti già accaduto nel 1993 (Washington), nel 2002 (Tripoli), nel 2003 (New York), nel 2009, nel 2011 e nel 2012 (Pechino), nel 2014 (Doha) e nel 2015 (Shanghai).
Prima dell'edizione del 2016, la Juventus, giunta all'epoca alla dodicesima partecipazione, guidava l'albo d'oro con sette successi, uno in più del Milan. Era già capitato che bianconeri e rossoneri si affrontassero in Supercoppa italiana: la volta precedente, disputata al Giants Stadium di New York, risaliva al 3 agosto 2003 e terminò con la vittoria dei bianconeri con il risultato di 6-4 dopo i calci di rigore.

### Ritardo aereo
Il 20 dicembre 2016, mentre la Juventus era già in viaggio con destinazione Doha, il Milan rimase a Milano a causa di un problema tecnico: il volo charter attrezzato, che avrebbe dovuto portare la squadra di Vincenzo Montella a Doha nel pomeriggio, subì un guasto tecnico e rimase bloccato a Londra, senza riuscire a raggiungere Malpensa. Il ritardo, inizialmente stimato in un'ora e mezza, rischiava di essere ancora più pesante e quindi il Milan, d'accordo con la Lega Serie A, decise di spostare la partenza al 21 dicembre 2016 alle 15, per evitare di arrivare in Qatar a notte inoltrata.

## Contesto

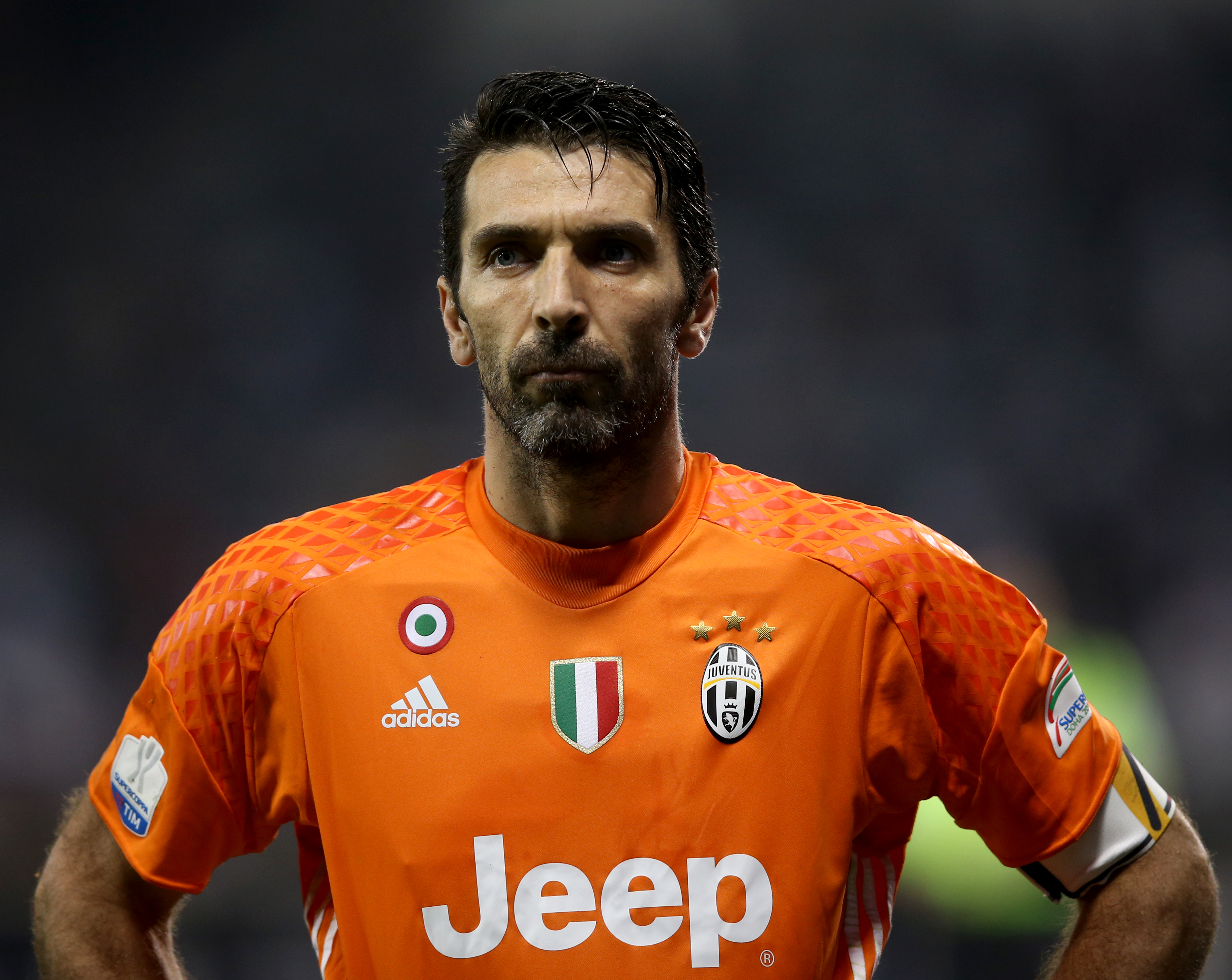
Buffon in campo durante la finale. Il capitano della Juventus deteneva all'epoca, insieme a Stanković, il record assoluto di vittorie nella manifestazione (6); Buffon diverrà poi il primatista assoluto con la settima affermazione conseguita nel 2020.

In vista della finale, il tecnico dei torinesi Allegri confermò lo schieramento 4-3-1-2 con Pjanić preferito a Dybala alle spalle delle punte Higuaín e Mandžukić. A centrocampo Khedira, Marchisio, Sturaro, mentre in difesa confermati Buffon, Lichtsteiner, Rugani (preferito a Barzagli), Chiellini ed Alex Sandro. Il tecnico dei rossoneri Montella confermò lo schieramento 4-3-3 e lasciò invariato l'undici titolare con Donnarumma in porta, Abate, Paletta, Romagnoli e De Sciglio in difesa, Kucka, Locatelli, Bertolacci (che vinse il ballottaggio su Niang) a centrocampo e Suso, Bonaventura e Bacca in attacco.

## La partita

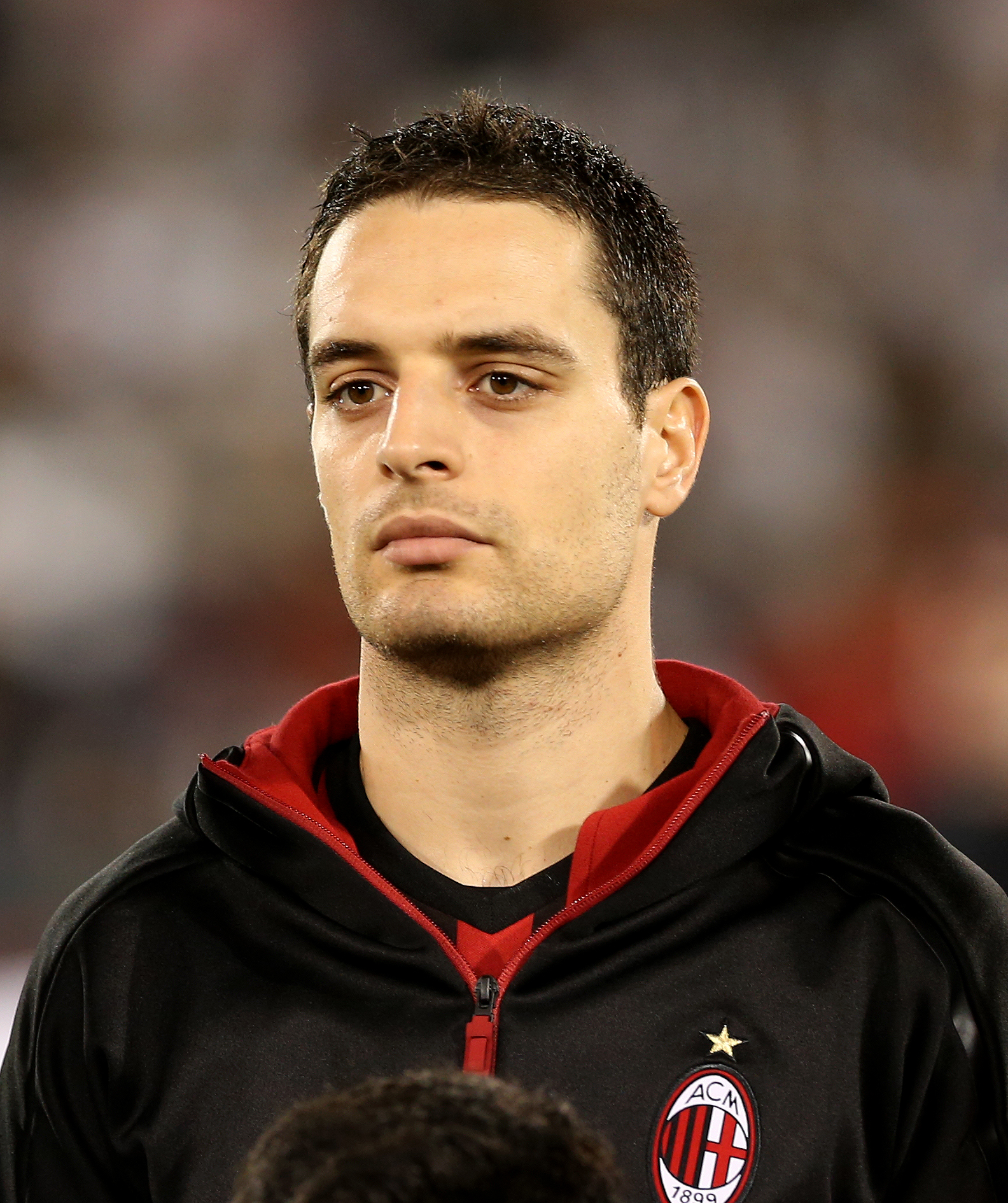
Bonaventura, autore del pareggio rossonero.

Arbitrata dal fischietto Damato, la gara comincia con la Juventus votata all'attacco alla ricerca del gol del vantaggio, mentre i rossoneri sembrano in grande difficoltà nell'uscire dalla loro meta-campo. Al 18', dopo aver fallito con Sturaro, Mandžukić ed Alex Sandro, i bianconeri passano in vantaggio: Chiellini sfrutta un corner e di destro al volo batte Donnarumma alla sua sinistra. Il Milan prova a reagire con Suso, ma il suo tiro a girare dalla destra finisce fuori di poco. Il gol subito però scuote il Milan sul piano del gioco, ma non dal punto di vista delle occasioni da rete, anche perché Bacca non riesce a trovare le misure a Chiellini. A sette minuti dal termine della prima frazione di gioco però, i rossoneri pervengono al pareggio con Bonaventura, che al 38', con una splendida torsione di testa, anticipa Lichtsteiner e Rugani e infila Buffon di precisione.
Nella ripresa è invece il Milan a crescere maggiormente: Romagnoli colpisce una clamorosa traversa, mentre la Juventus risponde con un gran tiro da fuori area di Khedira respinto dall'attento Donnarumma. La formazione di Allegri viene penalizzata dagli infortuni patiti nel corso della gara (soprattutto l'uscita di Alex Sandro nel primo tempo lascia molto più spazio a Suso) e scende nel ritmo, ma sono Dybala (subentrato a Pjanić) e Bacca ad avere le occasioni migliori per le due squadre e a sprecarle. Nei supplementari, infatti, prima Bacca sbaglia un gol abbordabile, non riuscendo a ribadire in rete un facile pallone respinto da Buffon, poi Dybala manda alto in maniera clamorosa il pallone della possibile vittoria. All'ultima azione la Juve protesta per un presunto tocco di mano di De Sciglio, ma Damato non lo ritiene tale da decretare il penalty. La gara, dunque, si protrae fino ai rigori. Dopo gli errori di Lapadula, il cui tiro viene respinto da Buffon, e Mandžukić che colpisce la traversa, Donnarumma para il rigore di Dybala, mentre il subentrato Pašalić segna il calcio di rigore che vale il ventinovesimo titolo rossonero dell'era Berlusconi, portando la squadra rossonera al 4-3 definitivo (5-4 includendo il pareggio)
Con questa vittoria, i rossoneri raggiungono la Juventus in cima all'albo d'oro della Supercoppa (sette titoli a testa) e tornano a conquistare un trofeo dopo cinque anni di digiuno (l'ultimo fu la Supercoppa italiana 2011). Per la Juventus è la seconda sconfitta nella Supercoppa a Doha, dove era già stata battuta due anni prima dal Napoli e sempre ai calci di rigore.

## Tabellino
| Arbitro: | Damato (Barletta) |

|                                            |                      |                                         |
| Chiellini 18’                              | Marcatori            | 38’ Bonaventura                         |
| Marchisio Mandžukić Higuaín Khedira Dybala | Tiri di rigore 3 – 4 | Lapadula Bonaventura Kucka Suso Pašalić |

| Juventus | Milan |

| Juventus:            |    |                      |        |     |
|                      |    |                      |        |     |
| P                    | 1  | Gianluigi Buffon (c) |        |     |
| D                    | 26 | Stephan Lichtsteiner | 35’    |     |
| D                    | 24 | Daniele Rugani       |        |     |
| D                    | 3  | Giorgio Chiellini    |        |     |
| D                    | 12 | Alex Sandro          |        | 32’ |
| C                    | 6  | Sami Khedira         |        |     |
| C                    | 8  | Claudio Marchisio    |        |     |
| C                    | 27 | Stefano Sturaro      |        | 79’ |
| C                    | 5  | Miralem Pjanić       |        | 67’ |
| A                    | 9  | Gonzalo Higuaín      | 120+1’ |     |
| A                    | 17 | Mario Mandžukić      |        |     |
| A disposizione:      |    |                      |        |     |
| P                    | 25 | Neto                 |        |     |
| P                    | 32 | Emil Audero          |        |     |
| D                    | 4  | Medhi Benatia        |        |     |
| A                    | 7  | Juan Cuadrado        |        |     |
| C                    | 11 | Hernanes             |        |     |
| D                    | 15 | Andrea Barzagli      |        |     |
| C                    | 18 | Mario Lemina         |        | 79’ |
| A                    | 20 | Marko Pjaca          |        |     |
| A                    | 21 | Paulo Dybala         |        | 67’ |
| C                    | 22 | Kwadwo Asamoah       |        |     |
| D                    | 33 | Patrice Evra         |        | 32’ |
| D                    | 40 | Luca Coccolo         |        |     |
| Allenatore:          |    |                      |        |     |
| Massimiliano Allegri |    |                      |        |     |

| Milan:            |    |                      |     |      |
|                   |    |                      |     |      |
| P                 | 99 | Gianluigi Donnarumma |     |      |
| D                 | 20 | Ignazio Abate (c)    |     | 102’ |
| D                 | 29 | Gabriel Paletta      |     |      |
| D                 | 13 | Alessio Romagnoli    | 43’ |      |
| D                 | 2  | Mattia De Sciglio    | 70’ |      |
| C                 | 33 | Juraj Kucka          | 59’ |      |
| C                 | 73 | Manuel Locatelli     |     | 73’  |
| C                 | 91 | Andrea Bertolacci    |     |      |
| A                 | 8  | Suso                 |     |      |
| A                 | 70 | Carlos Bacca         |     | 102’ |
| A                 | 5  | Giacomo Bonaventura  |     |      |
| A disposizione:   |    |                      |     |      |
| P                 | 1  | Gabriel              |     |      |
| A                 | 7  | Luiz Adriano         |     |      |
| A                 | 9  | Gianluca Lapadula    |     | 102’ |
| C                 | 10 | Keisuke Honda        |     |      |
| A                 | 11 | M'Baye Niang         |     |      |
| C                 | 14 | Matías Fernández     |     |      |
| D                 | 15 | Gustavo Gómez        |     |      |
| C                 | 16 | Andrea Poli          |     |      |
| D                 | 17 | Cristián Zapata      |     |      |
| C                 | 23 | José Ernesto Sosa    |     |      |
| D                 | 31 | Luca Antonelli       |     | 102’ |
| C                 | 80 | Mario Pašalić        |     | 73’  |
| Allenatore:       |    |                      |     |      |
| Vincenzo Montella |    |                      |     |      |